# Ernie Chambers
Ernie Chambers é um político dos Estados Unidos da América. É conhecido por seu comportamento crítico em relação aos cristãos e atitudes excêntricas, como ter aberto um processo contra Deus.
Filiado ao Partido Democrata, atualmente ocupa o cargo de senador pelo estado de Nebraska.